# Адмірал Левченко (російський есмінець)
«Адміра́л Ле́вченко» — російський протичовновий есмінець «Удалой». 27 січня 1982 корабель було закладено на Суднобудівному заводі імені А. А. Жданова в Ленінграді, прийнятий до складу ВМФ СРСР 1988-го. Після розпаду СРСР корабель продовжив службу у ВМФ Росії на Північному флоті, названий на честь адмірала Гордія Левченка.

## Історія
У 2010 році «Адмірал Левченко» був учасником російської операції по боротьбі з піратством біля берегів Сомалі.
До 2020 року судно визнали недіючим через капітальний ремонт. Він передбачав модернізацію суднових протипожежних систем, бортової електроніки, охолоджувальних агрегатів та запірної арматури. Корабель мав отримати російський протичовновий ракетний комплекс «Ответ». Він мав повернутися до експлуатації наприкінці 2022 року.
26 травня 2022 року есмінець провів навчання в Баренцовому морі.
8 вересня 2022 року судно провело навчання на Північному морському шляху разом із танкодесантним кораблем «Олександр Отраковский», танкером «Сергій Осипов» і буксиром «Памір». 10 жовтня три кораблі повернулися до Сєвєроморська.
10 червня 2024 року судно загорілося в Баренцовому морі. Через санкції проти Росії суднові газотурбінні двигуни виробництва «Зоря-Машпроект» в українському Миколаєві більше не підлягали обслуговуванню, що призвело до пожежі.